# Luke (gruppo musicale)
I Luke sono un gruppo di rock francese formatosi nel 1998; dall'inizio della sua attività, diversi sono i musicisti che vi si sono avvicendati; attualmente, il gruppo è composto da: Thomas Boulard (canto), Jean-Pierre Ensuque (chitarra), Damien Lefèvre (basso) e Romain Viallon (batteria).

## Storia
I Luke nascono nel 1998, in seguito alla tournée del gruppo Spring in cui Christophe Plantier suonava la chitarra e Thomas Boulard era appena entrato come cantante; il duo fu presto raggiunto da Ludovic Morillon (batteria), Stéphane Bouvier (basso e Cyril Guillaneuf (tastiere).
I Luke inviano numerosi demo e un promo con sette tracce autoprodotto a varie case discografiche, prima di essere contattati dall'etichetta Village Vert.
Nel 2004 esce un promo contenente quattro titoli, Je n'éclaire que moi.
In seguito, il gruppo si dedica alla preparazione del primo album effettivo, La Vie presque, un incrocio tra il rock francese e il pop inglese. All'uscita dell'album, nell'ottobre 2001, fa seguito la prima vera tournée.
Alla fine del 2003, il gruppo registra in studio il suo secondo disco, La Tête en arrière, da cui vengono estratti diversi singoli di successo, come La Sentinelle e Soledad. L'album esce nell'aprile 2004.
Nel frattempo, a causa di litigi, il gruppo ha cambiato volto: della formazione originale restano soltanto Thomas Boulard e Cyril Guillaneuf, a cui si sono aggiunti Damien Lefèvre (del gruppo Eiffel) al basso e Romain Viallon (del gruppo Catleya alla batteria.
Durante la tournée del 2004, Cyril Guillaneuf abbandona i compagni di viaggio, mentre si unisce al gruppo il chitarrista Bayrem Benamor, reclutato attraverso internet.
Nel 2005, dopo una corta pausa, i Luke riprendono la tournée e cambiano ancora una volta chitarrista: è la volta di Jean-Pierre Ensuque (del gruppo Autour de Lucie). Dalla metà di ottobre, il gruppo inaugura una serie di date con il gruppo Déportivo.
Dopo un anno di riposo, il 10 settembre 2007 i Luke pubblicano un nuovo disco, Les Enfants de Saturne, cui segue, dal mese di giugno, una nuova tournée; il primo singolo estratto dall'album, La terre ferme è scaricabile sul sito ufficiale dei Luke.

## Discografia

### Albums studio
- 2001: La Vie presque
- 2004: La Tête en arrière
- 2005: La Tête en arrière (ripubblicazione comprendente un video sulle fasi di registrazione dell'album e 5 titoli)
- 2007: Les Enfants de Saturne

| La vie presque (2001) | La Tête en arrière (2004) | Les enfants de Saturne (2007) |
| 1. Se taire (3:26) 2. La Cour des grands (06:03) 3. Comme un gant (03:16) 4. Encore une fois (05:22) 5. La Vie d'en face (03:10) 6. J'aurais aimé te plaire (04:09) 7. À nos amis (03:52) 8. Dimanche de vote (05:04) 9. Je n'éclaire que moi 04:56) 10. Xoldo (05:03) 11. La Dérive (04:48) | 1. Comme un homme 2. Soledad 3. La Sentinelle 4. Le Reste du monde 5. Hasta Siempre 6. L'Espèce Humaine 7. Seveso 8. Petite France 9. Tout va bien 10. Ressource humaine 11. Zoé | 1. Il y a longtemps ( 3'56 ) 2. Un seul jour ( 3'25 ) 3. La terre ferme ( 4'02 ) 4. A l'intérieur ( 3'46 ) 5. Je suis cuba ( 4'10 ) 6. La nuit et le jour ( 4'13 ) 7. Stella ( 3'41 ) 8. Paradis rouges ( 2'57 ) 9. J'ai oublié ( 2'56 ) 10. La transparente ( 4'19 ) 11. Les enfants de Saturne ( 4'01 ) 12. Si tu veux ( 5'16 ) 13. Le pays + traccia nascosta ( 17'23 ) |

L'album Les enfants de Saturne contiene una traccia nascosta, che comincia dopo 14' dalla fine della 13ª traccia.

### EP
- 2000: Je n'éclaire que moi (Je n'éclaire que moi, Dimanche De Vote, En Définitive, Je Suis Un Soir D'été)
- 2008: Stella EP live (Stella (versione studio), D'où vient le vent (live), Si tu veux (live), Stella (live), La transparente (live) )